# カウヘンガ桜エモシ
カウヘンガ 桜エモシ（カウヘンガ さくらエモシ、Kauhenga Sakura Emosi、1981年4月27日 - ）は、トンガ・ヌクアロファ出身のラグビー選手。

## プロフィール
- ポジションはロック(LO)。
- 身長 200cm、体重 120kg
- ニックネームは桜。
- トンガ代表に選ばれたことがある[2]。
- 旧名エモシ・カウヘンガ[3]

## 略歴
12歳からラグビーを始めた。
トゥポ高校、大東文化大学を経て、2007年、リコーブラックラムズに加入。同年11月10日に行われたジャパンラグビートップリーグ第3節の三洋電機ワイルドナイツ戦に先発出場で日本での公式戦初出場を果たす。
2018年、リコーブラックラムズを退団した。